# Jost Hermand

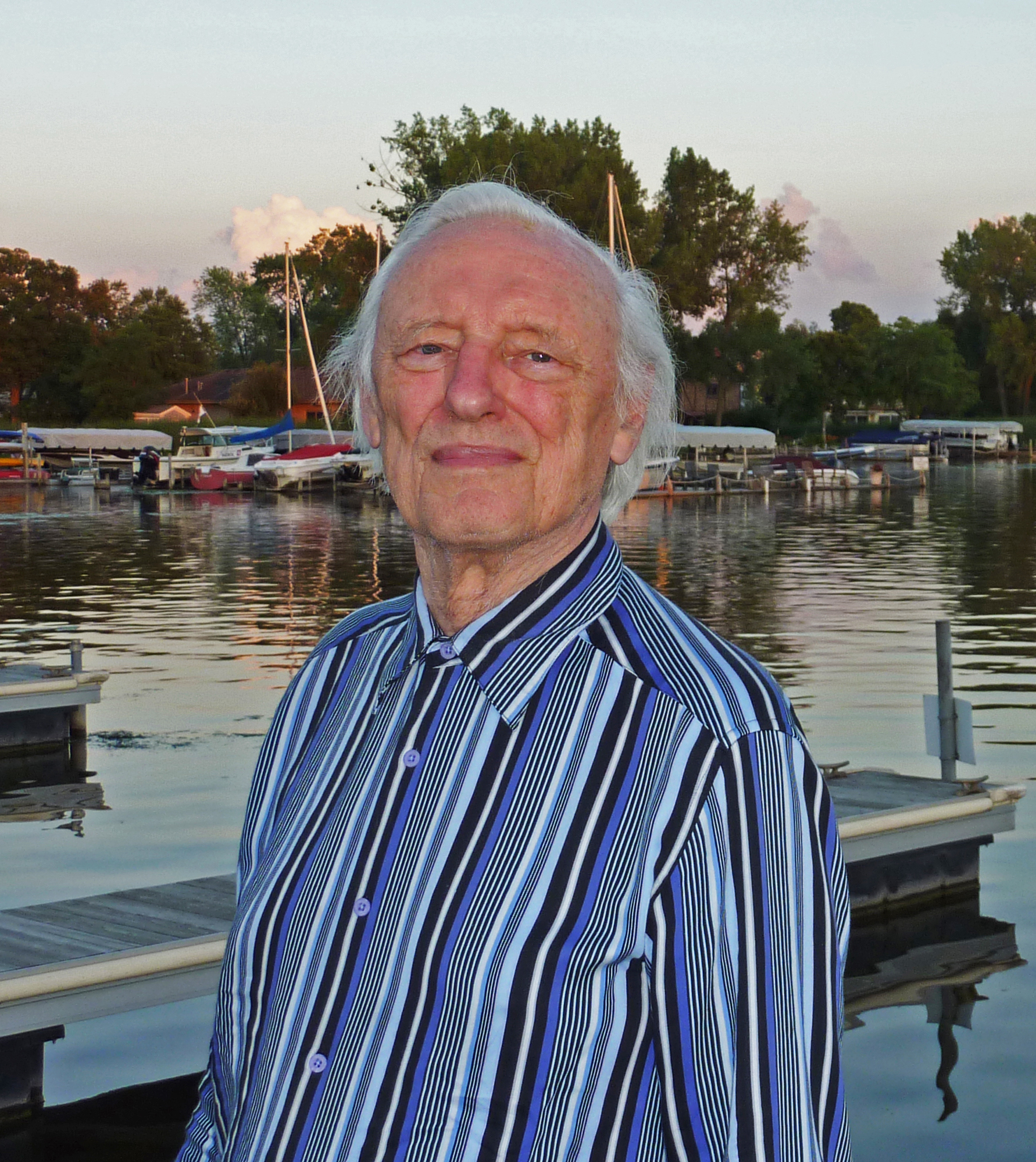
Jost Hermand (2010)

Jost Hermand (* 11. April 1930 in Kassel; † 9. Oktober 2021 in Madison, Wisconsin) war ein deutsch-amerikanischer Hochschullehrer für Literaturwissenschaft und Kulturgeschichte und Verfasser zahlreicher literaturhistorischer und kulturpolitischer Schriften.

## Leben und Wirken
Nach dem Besuch der Volksschule in Berlin kam Hermand 1940 als Zehnjähriger bis 1945 durch die sogenannte Kinderlandverschickung (KLV) nach Polen; die damaligen Erfahrungen in fünf verschiedenen KLV-Lagern bilden die Grundlage seines 1993 erschienenen autobiografisch-reflektierenden Buches Als Pimpf in Polen. Ab 1950 studierte er Literatur, Philosophie, Geschichte und Kunstgeschichte (bei Richard Hamann-Mac Lean) in Marburg mit Promotion bei dem Germanisten Friedrich Sengle im Jahr 1955. Danach ging er mit dem Kunsthistoriker Richard Hamann nach Ostberlin, wo er 1956 seine Mitarbeit an der Buchreihe über Deutsche Kunst und Kultur von der Gründerzeit bis zum Expressionismus begann, die 1959 bis 1975 im Akademie-Verlag erschien. Im Jahr 1957 wurde er aus der DDR ausgewiesen. Da er in Westdeutschland keine Stelle mehr bekam, wanderte er aus.
Ab 1958 lebte er in den USA und war Professor für Neuere Deutsche Literaturwissenschaft und deutsche Kulturgeschichte an der University of Wisconsin-Madison. Zugleich nahm er zahlreiche Gastprofessuren als Literatur-, Musik- und Kunstwissenschaftler an amerikanischen Universitäten (Harvard, Texas) und deutschen Universitäten (Marburg, Kassel, Bremen, Oldenburg, Freiburg, Essen, Potsdam, München, Köln, Gießen, FU-Berlin) wahr. Von 2003 bis 2013 lehrte er als Honorarprofessor an der Humboldt-Universität zu Berlin.
Hermand veröffentlichte fast jedes Jahr ein neues Buch zu einer immensen thematischen Bandbreite, angefangen bei Lyrik des Jugendstils (1964) über eine komplette Geschichte der Germanistik (1994) bis hin zum Band Von Teutsch zu Denglisch (2019). Seine thematischen Schwerpunkte und Vorlieben lagen aber hauptsächlich bei Heinrich Heine und Bertolt Brecht.
Er sprach von sich selbst als „marxistisch angehauchter Linksliberaler“. Sein Ansatz, aus einer linken politischen Sicht in der Kultur zwischen progressiven und reaktionären Linien zu unterscheiden, galt einigen Kritikern als vereinfachend und überholt.
Hermand starb im Oktober 2021 im Alter von 91 Jahren in Madison, Wisconsin.

## Ehrungen und Mitgliedschaften
- Mitgründer und Ehrenmitglied der Hans-Mayer-Gesellschaft
- Fellow des American Council of Learned Societies
- Mitglied der Sächsischen Akademie der Wissenschaften
- Senior Fellow des Internationalen Forschungszentrums für Kulturwissenschaften Wien
- Vilas Research Professor of German, University of Wisconsin-Madison
- Ehrenmitglied der American Association of Teachers of German
- Mitgründer der International Brecht Society
- Hilldale Award for Academic Excellence, University of Wisconsin-Madison
- Honored Teaching Award, University of Wisconsin-Madison (2009/2010)
- Mitgründer der North American Heinrich Heine Society
- Silbermedaille der Gewerkschaft ver.di
- Dr. phil. h. c. der Universität Kassel

## Veröffentlichungen
als Autor:
- Die literarische Formenwelt des Biedermeiers. 1958.
- Lyrik des Jugendstils. 1964, ISBN 3-15-008928-X.
- Jugendstil. Ein Forschungsbericht. 1965, ISBN 3-534-03463-5.
- mit Richard Hamann: Deutsche Kunst und Kultur von der Gründerzeit bis zum Expressionismus. Akademie-Verlag, Berlin 1959–1975. (Band 1: Gründerzeit. 1962. Band 2: Naturalismus. 1959. Band 3: Impressionismus. 1960. Band 4: Stilkunst um 1900. 1967. Band 5: Expressionismus. 1975.) Unter dem Titel Epochen der deutschen Kultur von 1870 bis zur Gegenwart. Nymphenburger Verlagshandlung, München 1971–1976. Lizenzausgabe S. Fischer, Frankfurt am Main 1977.
- Literaturwissenschaft und Kunstwissenschaft. Methodische Wechselbeziehungen seit 1900. Stuttgart 1965. / 2. Auflage 1971, ISBN 978-3-476-10041-2.
- Das Junge Deutschland. Texte und Dokumente. 1966, ISBN 3-15-008703-1.
- Der deutsche Vormärz. Texte und Dokumente. 1967, ISBN 3-15-008794-5.
- Synthetisches Interpretieren. Zur Methodik der Literaturwissenschaft. München 1969. / 6. Auflage 1976, ISBN 3-485-03027-9. Auch als Interpretive Synthesis. 1974, ISBN 978-0-8044-2035-8.
- Von Mainz nach Weimar. Studien zur deutschen Literatur. 1969, ISBN 3-476-00310-8.
- Von deutscher Republik. Aktuelle Provokationen. 2 Bände (Band 1: Theoretische Grundlagen; Band 2: Aktuelle Provokationen.) 1968. / 2. Auflage 1975, ISBN 3-518-00793-9.
- Pop international. Eine kritische Analyse. 1971, ISBN 3-7610-9209-1.
- Unbequeme Literatur. Eine Beispielreihe. 1971, ISBN 978-3-7988-0602-3.
- Der Schein des schönen Lebens. Studien zur Jahrhundertwende. 1972, ISBN 3-7610-4612-X.
- Heinrich Heine. Historisch-kritische Ausgabe der Werke, Band 6. 1973, ISBN 978-3-455-03006-8.
- Der frühe Heine. Ein Kommentar zu den Reisebildern. 1976, ISBN 3-538-07021-0.
- Stile, Ismen, Etiketten. Zur Periodisierung der modernen Kunst. 1978. / 2. Auflage 1982, ISBN 3-89104-283-3.
- mit Frank Trommler: Die Kultur der Weimarer Republik. 1978, ISBN 3-485-00346-8.
- Stänker und Weismacher. Zur Geschichte eines Affekts. 1979, ISBN 3-476-00193-8.
- Sieben Arten an Deutschland zu leiden. 1979, ISBN 3-7610-2141-0.
- Konkretes Hören. Zum Inhalt der Instrumentalmusik. 1981, ISBN 3-88619-007-2.
- Deutsche Feiern. 1982, ISBN 3-7997-0683-6.
- Literarisches Leben im Kaiserreich 1871–1918. 1982, ISBN 3-12-351550-8.
- Literarisches Leben in der Weimarer Republik. 1982, ISBN 3-12-351560-5.
- Streitobjekt Heine. Ein Forschungsbericht (1945–1975). 1983, ISBN 3-7610-2101-1.
- Bertolt Brecht. Über die bildenden Künste. 1983, ISBN 3-518-10691-0.
- Orte. Irgendwo. Formen utopischen Denkens. 1984, ISBN 3-7610-8117-0.
- Adolph Menzel. 1986, ISBN 3-499-50361-1.
- Kultur im Wiederaufbau. Die Bundesrepublik Deutschland 1945–1965. 1989. / 2. Auflage 1990, ISBN 3-485-00514-2.
- Geschichten aus dem Ghetto. 1987, ISBN 3-610-00399-5.
- Die Kultur der Bundesrepublik Deutschland 1965–1985. 1988, ISBN 3-485-00577-0.
- Der alte Traum vom neuen Reich. Völkische Utopien und Nationalsozialismus. 1988. / 2. Auflage 1991, ISBN 3-89547-709-5 / 3. Auflage 2021, ISBN 978-3-86393-106-3. Auch als Old Dreams of a New Reich. Volkish Utopias and National Socialism. 1988, ISBN 978-0-253-32699-7.
- Arnold Zweig. 1990, ISBN 3-499-50381-6.
- Grüne Utopien in Deutschland. Zur Geschichte des ökologischen Bewußtseins. 1991, ISBN 3-596-10395-9.
- Beredte Töne. Musik im historischen Prozess. 1991, ISBN 3-631-42934-7.
- Mehr als ein Liberaler. Über Heinrich Heine. 1991, ISBN 3-631-43080-9.
- Engagement als Lebensform. Über Arnold Zweig. 1992, ISBN 3-89404-907-3.
- Als Pimpf in Polen. Erweiterte Kinderlandverschickung 1940–1945. 1993. / 3. Auflage 2014, ISBN 3-596-11321-0. Auch als A Hitler Youth in Poland. The Nazi Children's Evacuation Program during World War II. 1999, ISBN 978-0-8101-1292-6.
- Mit den Bäumen sterben die Menschen. Zur Kulturgeschichte der Ökologie. 1993, ISBN 3-412-02593-3.
- Geschichte der Germanistik. 1994. / 2. Auflage 2014, ISBN 3-499-55534-4.
- Deutscher, Jude oder Franzose? Heine im internationalen Kontext. 1995, ISBN 3-8142-0507-3.
- Avantgarde und Regression. 200 Jahre deutsche Kunst. 1995, ISBN 3-361-00441-1.
- Angewandte Literatur. Politische Strategien in den Massenmedien. 1996, ISBN 3-89404-916-2.
- Judentum und deutsche Kultur. Beispiele einer schmerzhaften Symbiose. 1996, ISBN 3-412-11395-6.
- Ökologische Dringlichkeitspostulate in den Kultur- und Geisteswissenschaften. 1997, ISBN 3-7776-0814-9.
- Adolph Menzel „Das Flötenkonzert in Sanssouci“. Ein realistisch geträumtes Preußenbild. 1998. / 2. Auflage 2000, ISBN 3-596-23928-1.
- Im Wettlauf mit der Zeit. Anstöße zu einer ökologiebewußten Ästhetik. 1999, ISBN 3-89404-904-9.
- Zuhause und anderswo. Erfahrungen im Kalten Krieg. 2001, ISBN 3-412-02201-2.
- „Das Ewig-Bürgerliche widert mich an“. Brecht-Aufsätze. 2001, ISBN 3-934344-09-7.
- Die deutschen Dichterbünde. Von den deutschen Meistersingern bis zum PEN-Club. 2001, ISBN 3-412-09897-3.
- Ernst von Salomon. 2002, ISBN 3-7776-1162-X.
- Formen des Eros in der Kunst. 2002, ISBN 3-205-99151-6.
- mit Michael Niedermeier: Revolutio Germanica. Die Sehnsucht nach der „alten Freiheit“ der Germanen. 1750–1820. 2002, ISBN 3-631-39671-6.
- Beethoven. Werk und Wirkung. 2003. / 2. Auflage 2019, ISBN 3-412-04903-4.
- Nach der Postmoderne. Ästhetik heute. 2004, ISBN 3-412-12803-1.
- Deutsche Kulturgeschichte des 20. Jahrhunderts. 2006, ISBN 3-89678-563-X.
- Freundschaft. Zur Geschichte einer sozialen Bindung. 2006, ISBN 3-412-29705-4.
- Heinrich Heine. Kritisch. Solidarisch. Umstritten. 2007, ISBN 978-3-412-12206-5.
- Glanz und Elend der deutschen Oper. 2008, ISBN 978-3-412-20098-5.
- Der Kunsthistoriker Richard Hamann. Eine politische Biographie. 2009, ISBN 978-3-412-20398-6.
- Fünfzig Jahre Germanistik. Aufsätze, Statements, Polemiken, 1959–2009. 2009, ISBN 978-3-03911-877-9.
- Die Toten schweigen nicht. Brecht-Aufsätze. 2010, ISBN 978-3-631-60002-3.
- Kultur in finsteren Zeiten. Nazifaschismus, Innere Emigration, Exil. 2010, ISBN 978-3-412-20604-8.
- Politische Denkbilder. Von Caspar David Friedrich bis Neo Rauch. 2011, ISBN 978-3-412-20703-8.
- Verlorene Illusionen. Eine Geschichte des deutschen Nationalismus. 2012, ISBN 978-3-412-20854-7.
- Culture in Dark Times: Nazi Fascism, Inner Emigration, and Exile. 2013, ISBN 978-0-85745-590-1.
- Unerfüllte Hoffnungen. Rückblicke auf die Literatur der DDR. 2013, ISBN 978-1-299-55073-5.
- Freunde, Promis, Kontrahenten. Politbiographische Momentaufnahmen. 2013, ISBN 978-3-412-22158-4.
- Vorbilder. Partisanenprofessoren im geteilten Deutschland. 2014, ISBN 978-3-412-22365-6.
- Das liebe Geld! Eigentumsverhältnisse in der deutschen Literatur. 2015, ISBN 978-3-412-50145-7.
- Grüne Klassik. Goethes Naturverständnis in Kunst und Wissenschaft. 2016, ISBN 978-3-412-50359-8.
- Mehr als tönende Luft. Politische Echowirkungen in Lied, Oper und Instrumentalmusik. 2017, ISBN 978-3-412-50921-7.
- Die Wenigen und die Vielen. Trägerschichten deutscher Kultur von den Anfängen bis zur Gegenwart. 2017, ISBN 978-3-412-50751-0.
- Die aufhaltsame Wirkungslosigkeit eines Klassikers. Brecht-Studien. Recherchen 137. Theater der Zeit, Berlin 2018, ISBN 978-3-95749-141-1.
- Deutsche „Leitkulturen“ von der Weimarer Klassik bis zur Gegenwart. Köln 2018, ISBN 978-3-412-51151-7.
- Von Teutsch zu Denglisch. Stationen deutscher Sprachgeschichte. 2019, ISBN 978-3-412-51271-2.
- Unbewältigte Vergangenheit. Auswirkungen des Kalten Kriegs auf die westdeutsche Nachkriegsliteratur. 2019, ISBN 978-3-412-51463-1.
- Brennpunkt Ökologie. Kulturelle und gesellschaftspolitische Interventionen. 2020, ISBN 978-3-412-51756-4.
- „Völker, hört die Signale!“ Zum Bekennermut deutsch-jüdischer Sozialisten und Sozialistinnen vor 1933. 2020, ISBN 978-3-412-51991-9.
- Oasen der Utopie. Schriften deutscher Vordenker und Vordenkerinnen. 2021, ISBN 978-3-412-52141-7.
- DIE WA(H)RE KUNST. Deutsche Kultur im Sog sozioökonomischer Wandlungsprozesse. 2022, ISBN 978-3-412-52422-7.
- Hearing Music in a Different Key: Ideological Implications in Works of German Music. 2022, ISBN 978-1-80079-766-6 (print) ISBN 978-1-80079-768-0 (ePub).

als Herausgeber oder Mitherausgeber:
- Wisconsin Workshop Series. Mit Reinhold Grimm, Klaus L. Berghahn, Hans Adler, Marc Silberman und Gerhard Richter. 1970–2006.
- Basis. Jahrbuch für deutsche Gegenwartsliteratur. Mit Reinhold Grimm. 1970–1980.
- Brecht-Jahrbuch. Mit Reinhold Grimm. 1971–1980.
- Methodenfragen der deutschen Literaturwissenschaft. (= Wege der Forschung, Band 290.) Mit Reinhold Grimm. Darmstadt 1973, ISBN 978-3-534-04989-9.
- Literatur im historischen Prozeß. Mit Klaus R. Scherpe, Gert Mattenklott und Helmut Peitsch. 1981–1989.
- Heinrich Heine. Poetry and Prose. Mit Robert C. Holub. 1982, ISBN 978-0-8264-0255-4.
- Heinrich Heine. The Romantic School and Other Essays. Mit Robert C. Holub. 1985, ISBN 978-0-8264-0291-2.
- German Life and Civilization. 1987–2021.
- Geschichten aus dem Ghetto. 1990, ISBN 3-445-04747-2.
- German Essays on Music. Mit Michael Gilbert. 1994, ISBN 978-0-8264-0721-4.
- Deutsche Geheimgesellschaften von der Frühen Neuzeit bis zur Gegenwart. Mit Sabine Mödersheim. 2013, ISBN 978-3-412-20998-8.

## Festschriften für Hermand
- Bunte Liste. Hrsg. von Helen Fehervary, Carol Poore und Janet Swaffar. 1990.
- Responsibility and Commitment. Ethische Postulate der Kulturvermittlung. Hrsg. von Klaus L. Berghahn, Robert C. Holub und Klaus R. Scherpe. 1996.
- Heroes and Heroism in German Culture. Essays in Honor of Jost Hermand. Hrsg. von Stephen Brockmann und James Steakley. 2001.
- The Temptation of Hope. From Thomas Morus to Ernst Bloch and Beyond. Hrsg. von Klaus L. Berghahn. 2011.